# Прапор Вісконсину
Прапор Вісконсину (англ. Flag of Wisconsin) — один із символів американського штату Вісконсин.
Прапор штату Вісконсин являє собою прямокутне полотнище синього кольору з розташованим по центру зображенням друку штату. Початковий варіант прапора був розроблений у 1863 для полків з Вісконсину, які брали участь у боях під час Громадянської війни в США. У 1913 році цей прапор став прапором штату.
Оскільки половина прапорів штатів США мають однаковий дизайн — сині полотнище з печаткою штату, — для відмінності від інших схожих прапорів, у 1980 році на прапор були додані написи. Вгорі — WISCONSIN (з англ. Вісконсин), внизу — 1848, рік входження штату в США.